# Silveiras
Silveiras este un oraș în São Paulo (SP), Brazilia.